# سنجاب سیاه‌نواری
سنجاب سیاه‌نواری (نام علمی: Callosciurus nigrovittatus) نام یک گونه از سرده زیباسنجاب‌ها است.